# 居翁
居翁，汉朝时岭南西瓯人。初为南越国桂林郡监。公元前112年，南越王赵建德、丞相吕嘉反汉。西汉汉武帝派10万大军分五路进攻南越国，其中伏波将军路博德和楼船将军杨仆率领的两路军在前111年一起攻陷南越国都城番禺，并擒下南越国末代君主赵建德和丞相吕嘉，南越国灭。当时任桂林郡监的居翁闻讯后，告知四十余万西瓯和骆越士兵降于汉朝，被汉武帝分封为湘成侯。